# Cappone

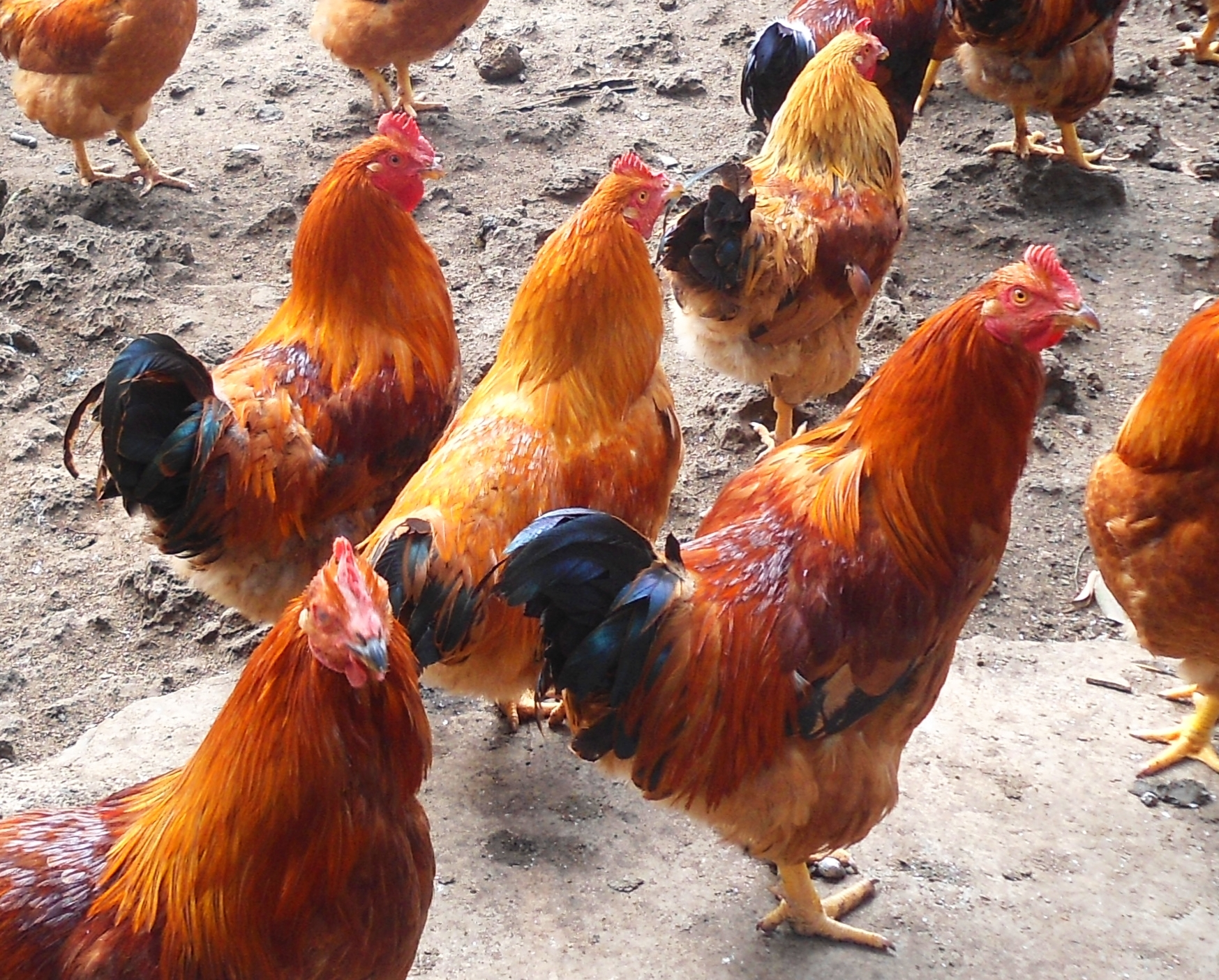
Gruppo di capponi

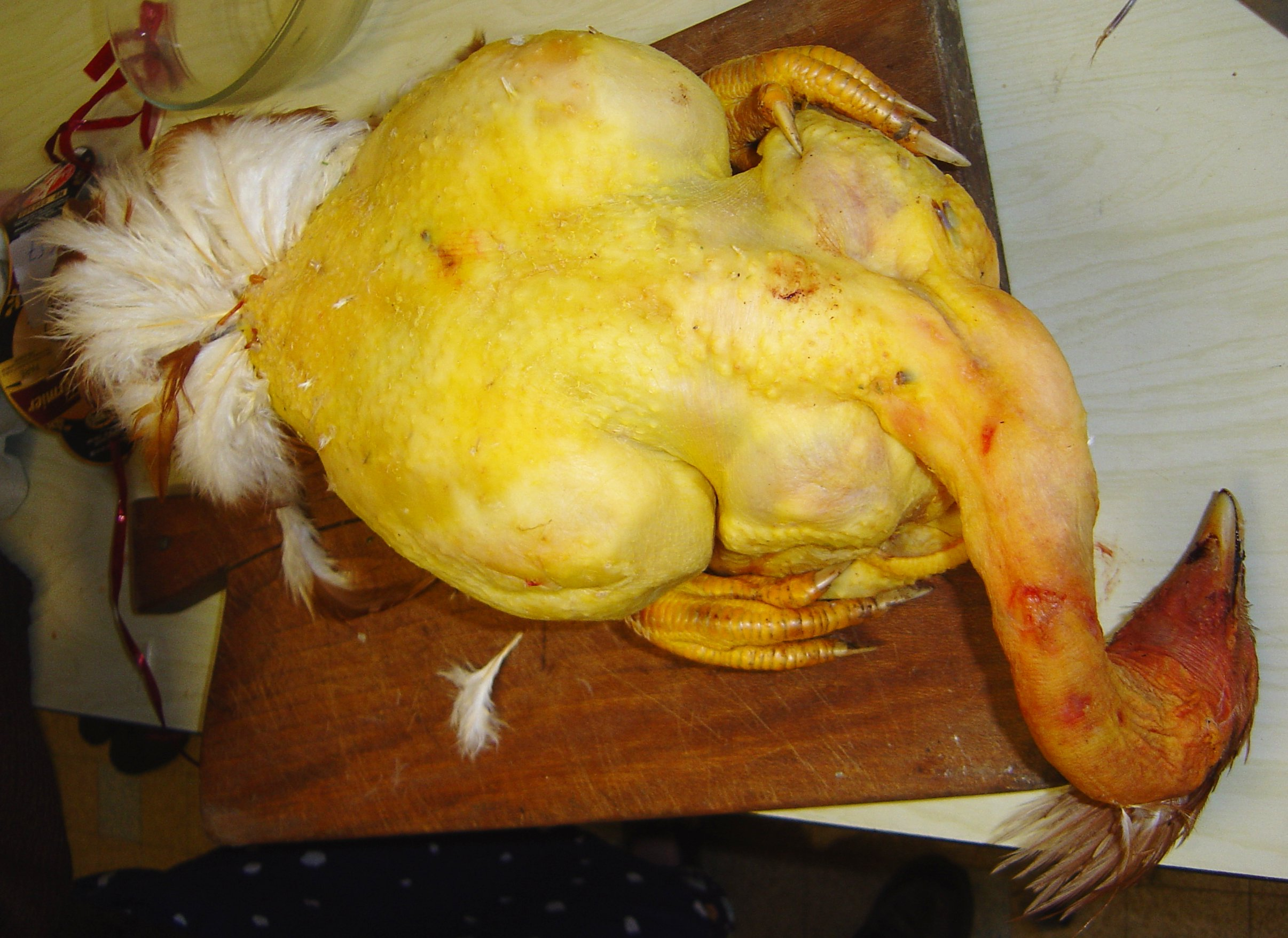
Un cappone con le estremità di zampe e coda attaccate.

Il cappone è un pollo o pollastro di sesso maschile, che è stato castrato prima del raggiungimento della maturità sessuale (all'età di circa 2 mesi) per raggiungere maggiore peso e conferire morbidezza della carne.

## Storia
La castrazione dei polli era praticata fin dai tempi della Grecia antica per far fronte alle difficoltà pratiche di tenere più polli maschi in uno stesso pollaio. Inoltre c'era il vantaggio che la carne del gallo diventa dura e meno saporita col tempo, mentre quella dei capponi si mantiene tenera e prelibata. Nell'antica Roma vi era poi una legge che proibiva di allevare le galline dentro casa, perciò l'allevamento dei capponi consentiva di aggirare abilmente questo divieto.
Nei secoli successivi il cappone cessò di essere un "ripiego" per diventare sempre di più una forma di regalo prestigioso che, data la sua prelibatezza, veniva offerto dalle persone umili a quelle di rango per averne favori e protezione (celebre nei Promessi Sposi l'episodio in cui Renzo Tramaglino si presenta dall'avvocato di grido Azzeccagarbugli con in dono 4 capponi vivi).
Il nome "cappone" deriva (attraverso il Latino "capo,-onis") dal verbo greco "κόπτω", che significa "tagliare", a causa della castrazione ai danni dell'animale per la sua preparazione.

## Allevamento e cucina
Secondo la normativa dell'Unione europea il cappone deve essere allevato per almeno 140 giorni e castrato 70 giorni prima della vendita, nonché nutrito con almeno il 75% di cereali fino ad un mese prima della sua macellazione (a quel punto viene nutrito con prodotti lattieri). È anche chiuso nell'oscurità ed al riparo delle intemperie. Ciò permette all'animale di finire il suo sviluppo senza alcuno sforzo; il cappone non sviluppa uno strato di grasso ma la cosiddetta "pelle d'oca", che lo renderà più tenero e morbido.
Solitamente viene lessato, e il grasso che affiora durante la cottura è riutilizzato per preparare un brodo.

## Riconoscimenti
Il Ministero delle politiche agricole alimentari e forestali ha inserito nell'elenco dei prodotti agroalimentari tradizionali italiani, su segnalazione delle Regioni:
- Cappone friulano del Friuli-Venezia Giulia
- Cappone rustico - nostrale delle Marche
- 4 prodotti piemontesi:
  - cappone di Monasterolo di Savigliano

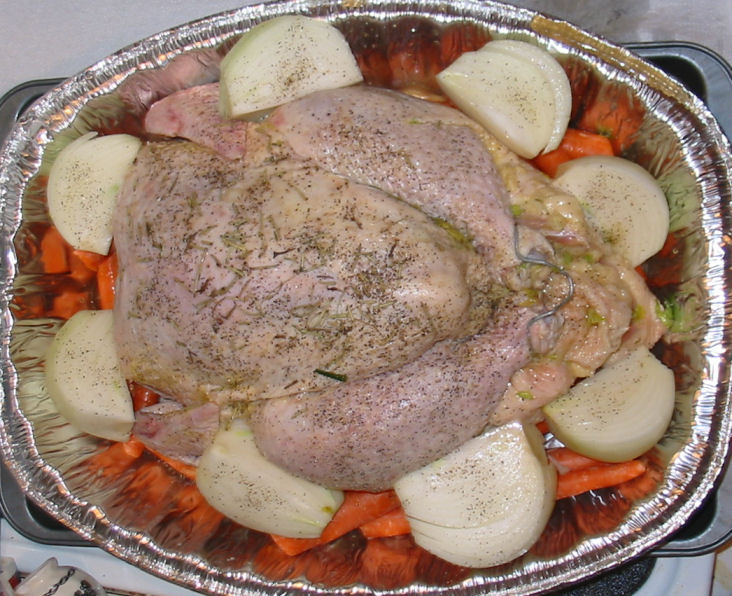
Un cappone di 4,5 kg pronto per essere arrostito.

  - cappone di Morozzo
  - cappone di San Damiano d'Asti
  - cappone di Vesime